# Neue Moschee (Algier)

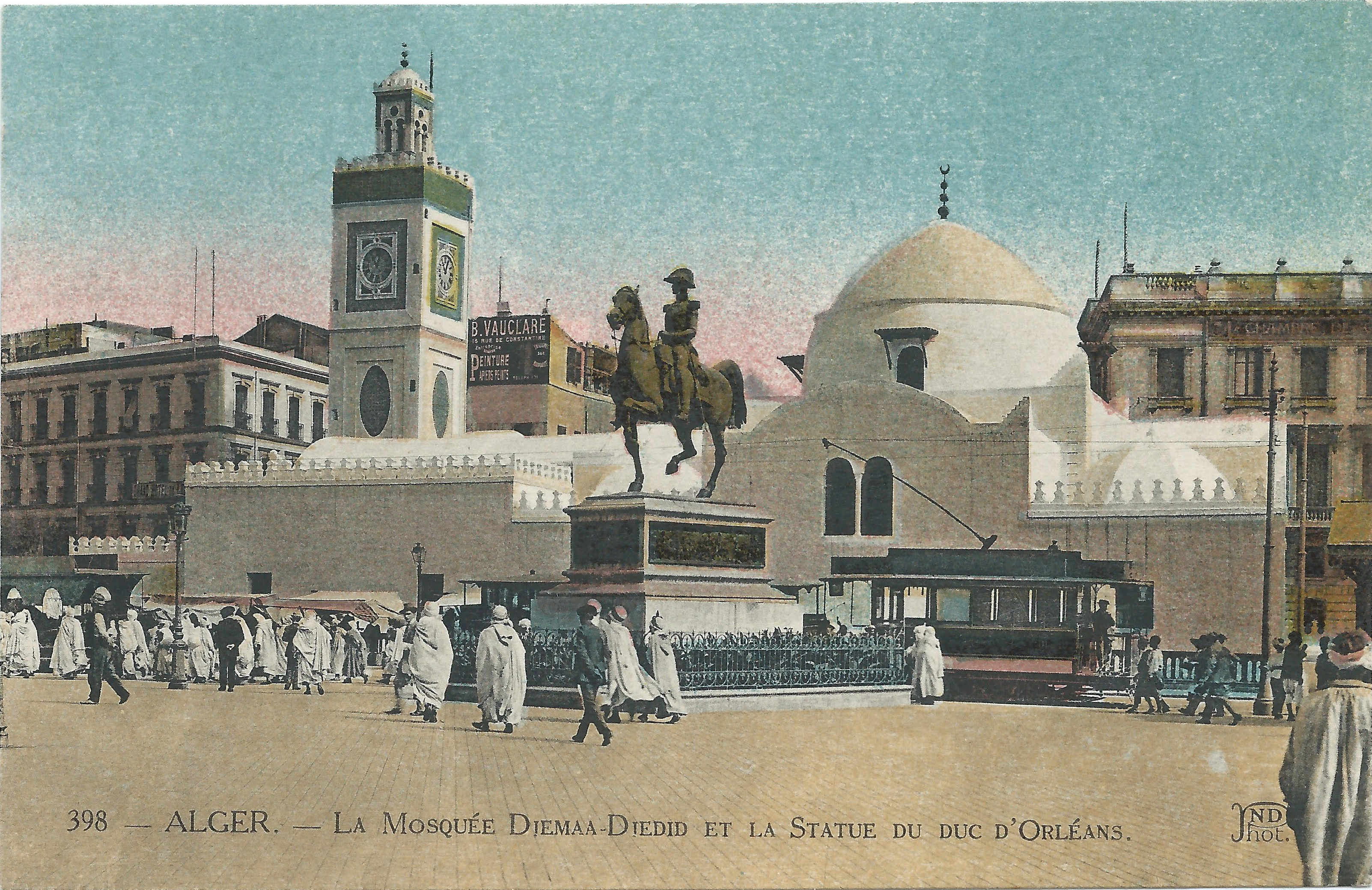
Die neue Moschee hinter der Statue des Herzogs von Orleans

Die Neue Moschee (arabisch المسجد الجديد al-Masdschid al-Dschadid, algerisch-arabisch Djama'a El Djedid oder Jamaa al-Jdid, türkisch Yeni Cami) ist eine osmanische Moschee in Algier, der Hauptstadt Algeriens.
Sie wurde im Jahre 1660 errichtet und folgte, anders als die Mehrheit der Malikiten in Nordafrika, der hanefitischen Rechtsschule. Während der französischen Kolonialherrschaft in Algerien wurde die Moschee aufgrund ihrer Nähe zur Küste auch Mosquée de la Pêcherie genannt, was auf Englisch die Mosque of the Fisherman's Wharf und ins Deutsche rückübersetzt „Moschee der Fischerei“ bedeutet.
Die Neue Moschee hat den Grundriss einer dreischiffigen Basilika und ist errichtet aus Stein, Marmor, Ziegel und Putz. Sie verbindet byzantinische mit (vor allem in Bezug auf das Minarett) maurisch-maghrebinischen Architekturelementen. Die mittlere Kuppel des Gebäudes erreicht eine Höhe von 24 Metern und ruht auf einem Tambour, das seinerseits auf vier Säulen und vier Pendentifs errichtet ist. Diese vier Ecken sind wiederum von vier achteckigen Kuppeln umschlossen. Von den Bereichen zwischen den quadratischen Räumen bedecken Tonnengewölbe drei der vier Seiten, während der vierte Bereich (der zur Qibla-Wand zeigt) von einem vierten Gewölbe bedeckt wird, welches drei Mulden hat und auf beiden Seiten von zwei Seitenschiffen flankiert wird. Über dem Mihrab befindet sich eine Inschrift.